# Le commissaire est bon enfant
Le commissaire est bon enfant est une comédie en un acte de Georges Courteline et Jules Lévy représentée pour la première fois le 16 décembre 1899 au théâtre du Gymnase à Paris.
Jules Lévy a intenté, le 11 mars 1914, une action contre Georges Courteline, lui reprochant d’avoir vendu à un prix dérisoire cette comédie pour être représentée en film parlant, et ce, sans l’avoir consulté avant de traiter avec les établissements Gaumont.

## Adaptations
- 1935 : Le commissaire est bon enfant, le gendarme est sans pitié, moyen métrage de Jacques Becker et Pierre Prévert.
- 1974 : Le commissaire est bon enfant, téléfilm de Jean Bertho.